# Tim Glover
Tim Glover (* 11. Januar 1990) ist ein US-amerikanischer Speerwerfer.
Beim Leichtathletik-Continentalcup 2014 in Marrakesch wurde er Fünfter.
2011 und 2012 wurde er für die Illinois State University startend NCAA-Meister.
Seine persönliche Bestleistung von 84,09 m stellte er am 11. April 2015 in Knoxville auf.